# Danh sách bài hát thu âm bởi T-ara
Tổng hợp danh sách các bài hát được thu âm của nhóm nhạc nữ Hàn Quốc T-ara.

## Danh sách các bài hát
| Song released as a single | Chỉ phát hành duy nhất |
| ‡                         | Chỉ B-side             |

| Bài hát                                                      | Nghệ sĩ                           | Kịch bản                                                       | Album                 | Năm  |  |
| ------------------------------------------------------------ | --------------------------------- | -------------------------------------------------------------- | --------------------- | ---- |  |
| "A-ha" †                                                     | T-ara                             |                                                                | Gosip Girls           | 2014 |  |
| "Apple Is A"                                                 | T-ara                             | Ahn Young-min Cho Young-soo                                    | Absolute First Album  | 2009 |  |
| "Apple Is A" (Bản tiếng Nhật) ‡                              | T-ara                             | Ahn Young-min Cho Young-soo Shoko Fujibayashi                  | Jewelry Box           | 2012 |  |
| "Beautiful Girl"                                             | T-ara và Electroboyz              | Brave Brothers                                                 | —                     | 2011 |  |
| "Bo Peep Bo Peep"                                            | T-ara                             | Shinsadong Tiger Choi Kyu-sung                                 | Absolute First Album  | 2009 |  |
| "Bo Peep Bo Peep" · (Bản tiếng Nhật)                         | T-ara                             | Shinsadong Tiger Choi Kyu-sung Zoop                            | Jewelry Box           | 2012 |  |
| "Bye Bye"                                                    | T-ara                             | Nam Ki-sang Kang Jung-myung                                    | Absolute First Album  | 2009 |  |
| "Bye Bye" (Bản tiếng Nhật) ‡                                 | T-ara                             | Nam Ki-sang Kang Jung-myung Ono Miyaichi Osamu                 | Jewelry Box           | 2012 |  |
| "Breaking Heart: Watashi ga Totemo Itakute" (Bản tiếng Nhật) | T-ara                             | Shinsadong Tiger Choi Kyu-sung Fujino Takafumi                 | Jewelry Box           | 2012 |  |
| "Bunny Style!"                                               | T-ara                             | Inoue Tomonori MEG. ME                                         | Treasure Box          | 2013 |  |
| "Calendar (Jinan Dallyeog)"                                  | T-ara                             | Roco Rocoberry                                                 | And & End             | 2014 |  |
| "Cry Cry"                                                    | T-ara                             | Kim Tae-hyun Cho Young-soo Ahn Young-min                       | Black Eyes            | 2011 |  |
| "Cry Cry" (Bản ballad)                                       | T-ara                             | Kim Tae-hyun Cho Young-soo Ahn Young-min                       | Black Eyes            | 2011 |  |
| "Cry Cry" (Bản tiếng Nhật)                                   | T-ara                             | Kim Tae-hyun Cho Young-soo Ahn Young-min Onomiya Ichino        | Jewelry Box           | 2012 |  |
| "Dangerous Love"                                             | T-ara                             | MEG. ME                                                        | —                     | 2013 |  |
| "Day By Day"                                                 | T-ara                             | Ahn Young-min Cho Young-soo Kim Tae-hyun K-SMITH               | Day By Day            | 2012 |  |
| "Day By Day" (Bản tiếng Nhật) ‡                              | T-ara                             | Ahn Young-min Cho Young-soo Kim Tae-hyun K-SMITH Hazama Tomoko | Treasure Box          | 2012 |  |
| "Do You Know Me"                                             | T-ara                             | Shinsadong Tiger Polar Bear                                    | Again 1977            | 2013 |  |
| "Don't Get Married"                                          | T-ara                             | Duble Sidekick                                                 | Again                 | 2013 |  |
| "Don't Leave"                                                | T-ara                             | Ahn Young-min Cho Young-soo                                    | Day By Day            | 2012 |  |
| "First Love"                                                 | T-ara                             | Cho Young-soo                                                  | All Star              | 2014 |  |
| "Geojitmal"                                                  | T-ara                             | Ahn Young-min Cho Young-soo Kim Tae-hyun                       | Absolute First Album  | 2009 |  |
| "Goodbye, OK"                                                | T-ara                             | Ahn Young-min Cho Young-soo Kim Tae-hyun                       | Black Eyes            | 2011 |  |
| "Good Person"                                                | T-ara                             | K-smith Han Seung-ho                                           | Absolute First Album  | 2009 |  |
| "Hajimete No You Ni" (Bản tiếng Nhật) ‡                      | T-ara                             | "hitman" bang Hazama Tomoko                                    | —                     | 2012 |  |
| "Hide And Seek"                                              | T-ara                             | Park Deok-sang Park Hyeon-jung                                 | White Winter          | 2013 |  |
| "Hurt"                                                       | T-ara                             | Kim Hee-sun Beak Deok-sang                                     | Again                 | 2013 |  |
| "I'm So Bad"                                                 | T-ara                             | Ahn Young-min Kim Tae-hyun Cho Young-soo                       | Black Eyes            | 2011 |  |
| "I Know the Feeling"                                         | T-ara                             | Baek Hyun Jung Baek Deok Sang                                  | Again                 | 2013 |  |
| "I Don't Want You"                                           | T-ara                             | Duble Sidekick Radio Galaxi                                    | And & End             | 2014 |  |
| "I Really Really Like You"                                   | T-ara                             | Nang Lee Beom Lee                                              | John Travolta Wannabe | 2011 |  |
| "It's Okay"                                                  | T-ara                             | Cho Kyu-sung                                                   | Temptastic            | 2010 |  |
| "I Don't Know"                                               | T-ara                             | Shinsadong Tiger Choi Kyu-sung                                 | Temptastic            | 2010 |  |
| "Jinjja Jinjja Joahae (If I See Her)"                        | T-ara                             | Nang Lee Beom Lee                                              | John Travolta Wannabe | 2011 |  |
| "Just Now"                                                   | T-ara                             | TBA                                                            | Gossip Girls          | 2014 |  |
| "Keep Out"                                                   | T-ara                             | Park Deok-sang Park Hyeon-jung Onomiya Ichino                  | Jewelry Box           | 2012 |  |
| "Knockin' On My Heart" ‡                                     | T-ara                             |                                                                | Gossip Girls          | 2014 |  |
| "Keep On Walking" ‡                                          | T-ara                             |                                                                | Gossip Girls          | 2014 |  |
| "Kojinmaru: Uso" (Bản tiếng Nhật) ‡                          | T-ara                             | Cho Young-soo Kei                                              | Jewelry Box           | 2012 |  |
| "Log In"                                                     | T-ara                             | Marco                                                          | —                     | 2011 |  |
| "Love Game"                                                  | T-ara                             | Park Deok-sang Park Hyeon-jung Kim Hee-sun                     | Day By Day            | 2012 |  |
| "LA BooN"                                                    | T-ara                             | TBA                                                            | Gossip Girls          | 2014 |  |
| "Lead The Way"                                               | T-ara                             | TBA                                                            | Gossip Girls          | 2014 |  |
| "Like The First Time"                                        | T-ara                             | "hitman" bang                                                  | Absolute First Album  | 2009 |  |
| "Lovey-Dovey"                                                | T-ara                             | Shinsadong Tiger Choi Kyu-sung                                 | Black Eyes            | 2012 |  |
| "Lovey-Dovey" · (Bản tiếng Nhật)                             | T-ara                             | Shinsadong Tiger Choi Kyu-sung Shoko Fujibayashi               | Jewelry Box           | 2012 |  |
| "Love Me!: Anata no Sei de Kurisou" (Bản tiếng Nhật) ‡       | T-ara                             | Cho Young-soo Kim Tae-hyun Onomiya Ichino Zoop                 | Jewelry Box           | 2012 |  |
| "Lucky Wannabe"                                              | T-ara                             | TBA                                                            | Gossip Girls          | 2014 |  |
| "Ma Boo"                                                     | T-ara                             | Kim Do-hoon Rhymer                                             | Temptastic            | 2010 |  |
| "Mollayo"                                                    | T-ara                             | Shinsadong Tiger Choi Kyu-sung                                 | Temptastic            | 2010 |  |
| "Memories You Gave Me" (JINX OST)                            | T-ara                             |                                                                | Gossip Girls          | 2014 |  |
| "Musica Musica"                                              | T-ara                             |                                                                | Gossip Girls          | 2014 |  |
| "Naega Neomu Apa"                                            | T-ara                             | Shinsadong Tiger Choi Kyu-sung                                 | Absolute First Album  | 2010 |  |
| "Natgwa Bam (Love All)"                                      | T-ara (Areum), Gavy NJ và Shannon | Ahn Young-min Cho Young-soo                                    | Mirage                | 2012 |  |
| "Neoneoneo (You You You)"                                    | T-ara                             | Kim Do-doon Kim Ki-beom Rhymer                                 | Absolute First Album  | 2009 |  |
| "Neo Ttaemune Michyeo"                                       | T-ara                             | Cho Young-soo Kim Tae-hyun Wheesung                            | Absolute First Album  | 2010 |  |
| Number 9 (넘버나인)                                          | T-ara                             | Shinsadong Tiger Choi Gyu-sung                                 | Again                 | 2013 |  |
| "O My God"                                                   | T-ara                             | Choi Kyu-sung                                                  | Black Eyes            | 2011 |  |
| "One & One"                                                  | T-ara                             | Shinsadong Tiger Choi Kyu-sung                                 | Absolute First Album  | 2009 |  |
| "ORGR"                                                       | T-ara                             | Shinsadong Tiger 4th Hitter S.Kim                              | And & End             | 2014 |  |
| "Roly-Poly"                                                  | T-ara                             | Shinsadong Tiger Choi Kyu-sung                                 | John Travolta Wannabe | 2011 |  |
| "Roly-Poly" · (Bản tiếng Nhật)                               | T-ara                             | Shinsadong Tiger Choi Kyu-sung Shoko Fujibayashi               | Jewelry Box           | 2012 |  |
| "Roly-Poly In Copacabana"                                    | T-ara                             | Shinsadong Tiger Choi Kyu-sung                                 | John Travolta Wannabe | 2011 |  |
| "Roly-Poly In Copacabana" (Bản tiếng Nhật) ‡                 | T-ara                             | Shinsadong Tiger Choi Kyu-sung Shoko Fujibayashi               | —                     | 2012 |  |
| "Round And Round"                                            | T-ara                             |                                                                | Yeon Ga 2012          | 2011 |  |
| "Sarangnori"                                                 | T-ara                             | Park Deok-sang Park Hyeon-jung Kim Hee-sun                     | Day By Day            | 2012 |  |
| "Sexy Love"                                                  | T-ara                             | Shinsadong Tiger Choi Kyu-sung                                 | Mirage                | 2012 |  |
| "Sexy Love" · (Bản tiếng Nhật)                               | T-ara                             | Shinsadong Tiger Choi Kyu-sung Shoko Fujibayashi               | Treasure Box          | 2012 |  |
| "Shabontama no Yukue"                                        | T-ara                             | Yamauchi Hikaru                                                | —                     | 2013 |  |
| "Sign" ‡                                                     | T-ara                             | MEG. ME Hiroko Konishi                                         | —                     | 2013 |  |
| "Sugar Free"                                                 | T-ara                             | Shinsadong Tiger Beomi Nangi                                   | And & End             | 2014 |  |
| "T-aratic Magic Music"                                       | T-ara                             | Kang Ji-won Kim Ki-beom Shoko Fujibayashi                      | Jewelry Box           | 2012 |  |
| "Tic Tic Toc"                                                | T-ara                             | Ahn Young-min                                                  | Absolute First Album  | 2009 |  |
| "TTL Listen 2"                                               | T-ara và Supernova                | Rhymer Sangchu Kim Do-hoon                                     | Absolute First Album  | 2009 |  |
| "TTL (Time to Love)"                                         | T-ara và Supernova                | Hwang Sung-jin Rhymer Joosuc Kim Do-hoon                       | Absolute First Album  | 2009 |  |
| "T.T.L: Time to Love" (Bản tiếng Nhật)                       | T-ara                             | HI-D Kim Do-hoon                                               | Jewelry Box           | 2012 |  |
| "T.T.L: Time To Love" (Bản tiếng Nhật) DJ Hanmin Remix       | T-ara                             |                                                                | Gosip Girls           | 2014 |  |
| "Target"                                                     | T-ara                             | MEG.ME KOH                                                     | Treasure Box          | 2013 |  |
| "Uri Saranghaetjanha"                                        | T-ara và Davichi                  | Cho Young-soo K-SMITH                                          | Funky Town            | 2011 |  |
| "Wae Ireoni (Why Are You Being Like This)"                   | T-ara                             | Lee Eun-jin Kim Do-hoon Lee Sang-ho                            | Temptastic            | 2010 |  |
| "We Are The One (16 Gang Giwon Eungwonga)"                   | T-ara                             | Ahn Young-min Cho Young-soo Kim Tae-hyun                       | —                     | 2010 |  |
| "Wanna Play?" ‡                                              | T-ara                             | Kim Tae-hyun Cho Young-soo Ahn Young-min                       | Absolute First Album  | 2009 |  |
| "Weironi" (Bản tiếng Nhật)                                   | T-ara                             | Ahn Young-min Cho Young-soo Kim Tae-hyun                       | Jewelry Box           | 2012 |  |
| "Wonder Woman"                                               | T-ara, SeeYa và Davichi           | Cho Young-soo                                                  | —                     | 2010 |  |
| "Women's Generation"                                         | T-ara, SeeYa và Davichi           | Unknown                                                        | —                     | 2009 |  |
| "Yayaya"                                                     | T-ara                             | E-Tribe                                                        | Temptastic            | 2010 |  |
| "Yayaya" · (Bản tiếng Nhật)                                  | T-ara                             | E-Tribe Takafumi Fujino                                        | Jewelry Box           | 2012 |  |